# Señoríos de la nobleza de España

Corona de Señor.

En España existen actualmente 5 señoríos reconocidos como títulos del Reino por la Diputación de la Grandeza. La mayoría de señoríos, territoriales y jurisdiccionales, fueron abolidos a lo largo del siglo XIX. De los cinco, dos tienen Grandeza de España asociada. El señorío es el título de menor rango en la nobleza de España, por debajo de la baronía.
Dos de los señoríos pertenecen a nobles con otros títulos de más rango: el señorío de la Casa de Lazcano, que pertenece a la duquesa del Infantado y el señorío de la Higuera de Vargas, que pertenece al duque de Fernán Núñez, por lo que en España hay solo tres señores.
El señorío más antiguo todavía existente es el de la Casa de Lazcano, creado en 1330 por el rey Alfonso XI de Castilla. Su actual titular es Almudena de Arteaga y del Alcázar, XXVI señora de la Casa de Lazcano.
La señora principal de España (Titular del señorío más antiguo con Grandeza de España) es Beatriz Ozores y Rey, XX señora de la Casa de Rubianes.
El señorío más joven es el de Sonseca, creado en 1650 por Felipe IV, y en posesión actualmente de Santiago García y Boscá, el V señor.

## Orden de precedencia
En España el orden de precedencia de la nobleza titulada es el siguiente:
| 1  | Titulados de la Casa Real       | Titulados de la Casa Real       |
| 2  | Duques                          | Duques                          |
| 3  | Marqueses                       | Con Grandeza de España          |
| 4  | Condes                          | Con Grandeza de España          |
| 5  | Vizcondes                       | Con Grandeza de España          |
| 6  | Barones                         | Con Grandeza de España          |
| 7  | Señores                         | Con Grandeza de España          |
| 8  | Titulados con Grandeza personal | Titulados con Grandeza personal |
| 9  | Marqueses                       | Sin Grandeza de España          |
| 10 | Condes                          | Sin Grandeza de España          |
| 11 | Vizcondes                       | Sin Grandeza de España          |
| 12 | Barones                         | Sin Grandeza de España          |
| 13 | Señores                         | Sin Grandeza de España          |

Dentro de una misma categoría, se ordenan los títulos por año de creación, o de conversión a título español en caso de los títulos extranjeros.
Así, los señores con Grandeza de España tienen menor rango que los barones (también con Grandeza de España) y mayor que los titulados con Grandeza de España personal; y los señores sin Grandeza de España se encuentran en último lugar del orden de precedencia, por detrás de los barones.

### Señoríos con Grandeza de España
| Orden | Título                        | Creación | Blasón | Titular                                                              | Notas                                                                               |
| ----- | ----------------------------- | -------- | ------ | -------------------------------------------------------------------- | ----------------------------------------------------------------------------------- |
| -     | Señora de la Casa de Lazcano  | 1330     |        | Almudena de Arteaga y del Alcázar, XXVI señora de la Casa de Lazcano | Su título principal es duquesa del Infantando – ver ducados en la nobleza de España |
| 1     | Señora de la Casa de Rubianes | 1535     |        | Beatriz Ozores y Rey, XX Señora de la Casa de Rubianes               | También marquesa de Aranda – ver marquesados en la nobleza de España                |

### Señoríos sin Grandeza de España
| Orden | Título                        | Creación | Blasón | Titular                                                              | Notas                                                                              |
| ----- | ----------------------------- | -------- | ------ | -------------------------------------------------------------------- | ---------------------------------------------------------------------------------- |
| -     | Señor de la Higuera de Vargas | 1374     |        | Manuel Falcó y de Anchorena, XXIV señor de la Higuera de Vargas      | Su título principal es duque de Fernán Núñez – ver ducados en la nobleza de España |
| 1     | Señor de Alconchel            | 1445     |        | Juan de la Cruz Manuel de Melgar y Escoriaza, XVI señor de Alconchel |                                                                                    |
| 2     | Señor de Sonseca              | 1650     |        | Santiago García y Boscá, V señor de Sonseca                          |                                                                                    |